# Дубровний
Дубро́вний (рос. Дубровный) — селище у складі Богдановицького міського округу Свердловської області.
Населення — 14 осіб (2010, 17 у 2002).
Національний склад станом на 2002 рік: росіяни — 94 %.